# Madonna della Rosa (Ardigino de Bustis)
La Madonna della rosa è una scultura marmorea realizzata nel 1440 da Ardigino de Bustis, conservata nell'esposizione del Museo e Tesoro della cattedrale a Bergamo.

La statua, alta nel suo totale 84 cm, è suddivisa in due parti: quella superiore che comprende il gruppo delle due figure e il piccolo basamento a fascia con le iscrizioni gotiche che misura h65 cm x 28,3 cm x 15 cm e quella inferiore del basamento decorato anch'esso con iscrizioni gotiche e motivi floreali che misura h19 cm x 35,5 cm x 23,5 cm.

## Storia
La statua venne commissionata ad Ardigino de Bustis, scultore documentato a Bergamo tra il 1439 e il 1445 circa, dal frate domenicano Giovanni da Sorrisole, sempre documentato a Bergamo dal 1430 al 1441, in qualità di procuratore e sindaco della chiesa e del convento di Santo Stefano e Domenico, alla quale volle donare la scultura.
La scelta iconografica effettuata dal frate domenicano fu conforme alla cultura domenicana del tempo, la cui devozione per la Madonna della rosa viene fatta risalire a san Domenico, fondatore dell'ordine dei Predicatori, devozione che nel corso del quattrocento si fonderà quella per la Madonna del Rosario.
La scultura è rimasta conservata all'interno della sagrestia della chiesa dei Santi Bartolomeo e Stefano a Bergamo, per poi essere esposta nel Museo e Tesoro della cattedrale posto in prossimità della chiesa alessandrina, accanto alla Madonna col Bambino e l'albero di Jesse.

## Descrizione
Scolpita a tutto tondo, pensata per poter essere osservata da tutti i lati, la scultura è composta da due elementi, costituiti da due diversi materiali e uniti da un perno metallico: la parte superiore, che raffigura il Bambino Gesù seduto in braccio alla Madonna, seduta a sua volta su di uno scranno dalle decorazioni leonine è stata realizzata in marmo di Carrara, mentre in marmo di Musso è la parte inferiore del basamento.
La Madonna è rappresentata in posizione obliqua rispetto allo spettatore. Nella mano destra (ricostruita da restauri posteriori) stringe un mazzolino di rose, mentre con la sinistra regge Gesù Bambino, qui scolpito a gambe incrociate e aggrappato al velo di Maria. I due personaggi sono legati da un'affettuosa e delicata gestualità e da un silente dialogo creato dai reciproci sguardi sorridenti.
L'ampia veste della Madonna, finemente scolpita e drappeggiata, lascia intravedere alcuni dettagli dello scranno su cui e seduta, con i braccioli e le gambe dalle sembianze leonine.
Il basamento, dalla forma rettangolare e rastremato nella parte superiore, e decorato su tutti e quattro i lati. La fascia frontale è caratterizzata da quattro rose, diverse per forma e numero di petali, quella posteriore da una rosa a quattro petali con rami frondosi terminanti con un bocciolo e un fiore della statua, mentre nelle fasce laterali vi sono scolpiti due mascheroni dalle sembianze umane, quello del lato sinistro capovolto, dalle cui bocche escono due ramoscelli con una rosa e un bocciolo.

### Iscrizioni
Sia il basamento superiore, ovvero quello facente parte dello stesso blocco della scultura, che quello inferiore, più largo rispetto alla base della scultura, riportano iscrizioni a caratteri gotici.
La prima, incisa su tutti i quattro i lati dell'opera, riletta linearmente riporta scritto:
La seconda iscrizione, incisa esclusivamente nel lato frontale del basamento inferiore, riporta ulteriormente il nome del committente e quello dell'autore:
La ripetizione del nome del committente e dell'autore sulle due iscrizioni del basamento, unita al fatto che quest'ultimo venne realizzato con un marmo diverso rispetto alla scultura, fa ipotizzare che l'opera sia stata posta sul basamento in un secondo tempo, nel momento in cui venne offerta alla devozione pubblica in una posizione che rendeva impossibile leggere la parte della scritta incisa nel lato posteriore dove sono riportati il nome del committente e dell'autore, forse addossata a una parete, quindi vistosamente riportati sul fronte del nuovo basamento.

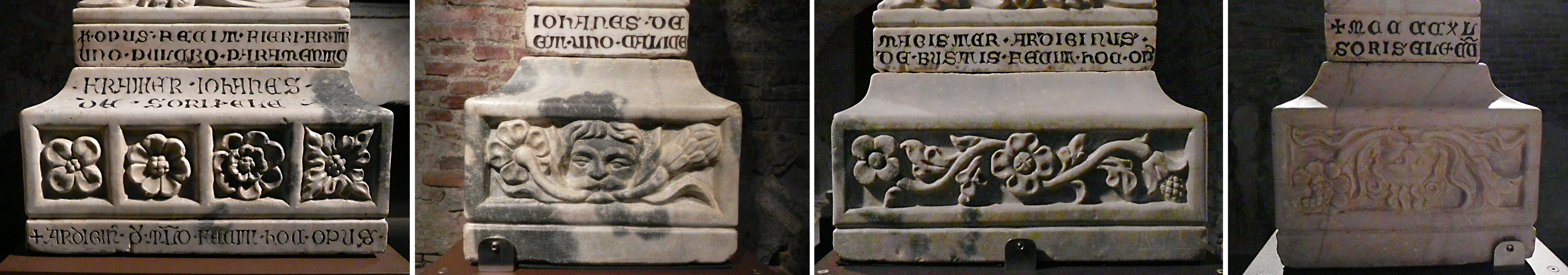
Visione dei quattro lati del basamento, da sinistra: fronte, lato destro, retro, lato sinistro

## Inquadramento storico-artistico
La scultura nel suo insieme presenta un'impostazione di tipo gotico, antecedente di quasi due secoli rispetto alla datazione di esecuzione. Ardigino de Bustis si rifà a un modello molto più antico, secondo recenti studi ravvisabile nella Madonna con il Bambino attribuita alla cerchia di Nicola Pisano attualmente conservata all'interno della collezione Edsel and Eleanor Ford a Detroit.

I critici hanno ipotizzato che la volontà di rifarsi ad un modello così antecedente sia dovuta alla forte devozione dell'ordine verso la statua oggi a Detroit, tanto da richiederne una copia molto simile a distanza di duecento anni. La statua infatti venne scolpita probabilmente dal converso domenicano frà Guglielmo da Pisa, allievo e collaboratore di Nicola Pisano a Bologna nel 1264 durante la realizzazione dell'arca di san Domenico (monumento sepolcrale del santo) e autore anche di un San Domenico conservato nel convento bolognese, che esibisce forti somiglianze con la Madonna con il Bambino di Detroit.

## Danni e restauri
Nei secoli la statua ha subito alcuni danni, mantenendosi comunque quasi del tutto intatta. I basamenti riportano diverse scalfitture sulla superficie, mentre il danno maggiore è stato subito dalla figura della Madonna, dove sono mancanti le punte della corona ma soprattutto mancante è la mano destra, quella con la quale regge il mazzolino di rose, che a sua volta ha perso gli steli dei fiori.
La scultura ha subito almeno un restauro in epoca passata, testimoniato da una precedente ricostruzione della mano mancante.
Ultimo in ordine di tempo è stato l'intervento conservativo effettuato da parte della restauratrice Alda Traversi prima dell'esposizione della scultura all'interno del Museo della Cattedrale di Bergamo tra il maggio e l'agosto 2013. Durante il restauro si è ulteriormente intervenuti sulla mano e sugli steli mancanti, parti queste precedentemente ricostruite in gesso (con la presenza anche di cemento e resine varie), rivedendone la dimensione per un migliore equilibrio compositivo del gruppo marmoreo.